# نمایش شخصی (ترانه بریتنی اسپیرز)
«نمایش شخصی» (به انگلیسی: Private Show) ترانه‌ای از بریتنی اسپیرز است. این ترانه در آلبوم افتخار قرار داشت.